# Selke-Aue
Selke-Aue es un municipio situado en el distrito de Harz, en el estado federado de Sajonia-Anhalt (Alemania), a una altitud de 120 metros. Su población a finales de 2015 era de unos 1400 habitantes y su densidad poblacional, 40 hab/km².